# Palmarès du simple messieurs de l'US Open
Pour un article plus général, voir US Open de tennis.
Ce tableau présente le palmarès du simple messieurs de l'US Open de tennis depuis la création en 1881 du championnat national de tennis des États-Unis, prédécesseur de l'actuel US Open.
Ce palmarès se retrouve dans le tableau le combinant aux palmarès des 3 autres tournois du Grand Chelem (palmarès de Wimbledon, palmarès de Roland-Garros, palmarès de Melbourne).
Seuls quatre joueurs, Rod Laver, Roy Emerson, Novak Djokovic et Rafael Nadal, ont gagné au moins deux fois chaque tournoi du Grand Chelem, le premier les ayant gagné tous les quatre la même année deux fois, en 1962 et 1969.

## Champions les plus titrés
| Joueur          | Titres | Premier | Dernier |
| Richard Sears   | 7      | 1881    | 1887    |
| William Larned  | 7      | 1901    | 1911    |
| Bill Tilden     | 7      | 1920    | 1929    |
| Jimmy Connors   | 5      | 1974    | 1983    |
| Pete Sampras    | 5      | 1990    | 2002    |
| Roger Federer   | 5      | 2004    | 2008    |
| Robert Wrenn    | 4      | 1893    | 1897    |
| John McEnroe    | 4      | 1979    | 1984    |
| Rafael Nadal    | 4      | 2010    | 2019    |
| Novak Djokovic  | 4      | 2011    | 2023    |
| Oliver Campbell | 3      | 1890    | 1892    |
| Malcolm Whitman | 3      | 1898    | 1900    |
| Fred Perry      | 3      | 1933    | 1936    |
| Ivan Lendl      | 3      | 1985    | 1987    |

Parmi les champions ayant gagné au moins trois fois l'US Open, certains sont aussi parmi les plus titrés à Melbourne, les plus titrés à Wimbledon, les plus titrés à Roland Garros ou encore les plus titrés tous tournois du Grand Chelem confondus (au moins trois victoires en tout). Parmi ces derniers, il s'agit, dans l'ordre, de Novak Djokovic, Rafael Nadal, Roger Federer, Pete Sampras et Bjorn Borg. Les australiens Rod Laver et Roy Emerson, respectivement cinquième et sixième pour l'ensemble des 4 tournois du Grand Chelem, ont respectivement gagné une et deux fois l'US Open.

## Palmarès
| No       | Date       | Nom et lieu du tournoi                  | Catégorie | Dotation     | Surface      | Vainqueur             | Finaliste                  | Score                     |         |
| -------- | ---------- | --------------------------------------- | --------- | ------------ | ------------ | --------------------- | -------------------------- | ------------------------- | ------- |
| 1        | 1881       | US National Championships, Newport (RI) | G. Chelem | NC $         | Gazon (ext.) | Richard Sears         | William Glyn               | 6-0, 6-3, 6-2             | Tableau |
| 2        | 1882       | US National Championships, Newport (RI) | G. Chelem | NC $         | Gazon (ext.) | Richard Sears         | Clarence Clark             | 6-1, 6-4, 6-0             |         |
| 3        | 1883       | US National Championships, Newport (RI) | G. Chelem | NC $         | Gazon (ext.) | Richard Sears         | James Dwight               | 6-2, 6-0, 9-7             |         |
| 4        | 1884       | US National Championships, Newport (RI) | G. Chelem | NC $         | Gazon (ext.) | Richard Sears         | Howard Taylor              | 6-0, 1-6, 6-0, 6-2        |         |
| 5        | 1885       | US National Championships, Newport (RI) | G. Chelem | NC $         | Gazon (ext.) | Richard Sears         | Godfrey Brinley            | 6-3, 4-6, 6-0, 6-3        |         |
| 6        | 1886       | US National Championships, Newport (RI) | G. Chelem | NC $         | Gazon (ext.) | Richard Sears         | Robert Livingston Beeckman | 4-6, 6-1, 6-3, 6-4        | Tableau |
| 7        | 22-08-1887 | US National Championships, Newport (RI) | G. Chelem | NC $         | Gazon (ext.) | Richard Sears         | Henry Slocum               | 6-1, 6-3, 6-2             | Tableau |
| 8        | 21-08-1888 | US National Championships, Newport (RI) | G. Chelem | NC $         | Gazon (ext.) | Henry Slocum          | Howard Taylor              | 6-4, 6-1, 6-0             | Tableau |
| 9        | 27-08-1889 | US National Championships, Newport (RI) | G. Chelem | NC $         | Gazon (ext.) | Henry Slocum          | Quincy Shaw                | 6-3, 6-1, 4-6, 6-2        | Tableau |
| 10       | 18-08-1890 | US National Championships, Newport (RI) | G. Chelem | NC $         | Gazon (ext.) | Oliver Campbell       | Henry Slocum               | 6-2, 4-6, 6-3, 6-1        | Tableau |
| 11       | 22-08-1891 | US National Championships, Newport (RI) | G. Chelem | NC $         | Gazon (ext.) | Oliver Campbell       | Clarence Hobart            | 2-6, 7-5, 7-9, 6-1, 6-2   | Tableau |
| 12       | 23-08-1892 | US National Championships, Newport (RI) | G. Chelem | NC $         | Gazon (ext.) | Oliver Campbell       | Fred Hovey                 | 7-5, 3-6, 6-3, 7-5        | Tableau |
| 13       | 22-08-1893 | US National Championships, Newport (RI) | G. Chelem | NC $         | Gazon (ext.) | Robert Wrenn          | Fred Hovey                 | 6-4, 3-6, 6-4, 6-4        | Tableau |
| 14       | 20-08-1894 | US National Championships, Newport (RI) | G. Chelem | NC $         | Gazon (ext.) | Robert Wrenn          | Manliff Goodbody           | 6-8, 6-1, 6-4, 6-4        | Tableau |
| 15       | 18-08-1895 | US National Championships, Newport (RI) | G. Chelem | NC $         | Gazon (ext.) | Fred Hovey            | Robert Wrenn               | 6-3, 6-2, 6-4             | Tableau |
| 16       | 17-08-1896 | US National Championships, Newport (RI) | G. Chelem | NC $         | Gazon (ext.) | Robert Wrenn          | Fred Hovey                 | 7-5, 3-6, 6-0, 1-6, 6-1   | Tableau |
| 17       | 16-08-1897 | US National Championships, Newport (RI) | G. Chelem | NC $         | Gazon (ext.) | Robert Wrenn          | Wilberforce Eaves          | 4-6, 8-6, 6-3, 2-6, 6-2   | Tableau |
| 18       | 15-08-1898 | US National Championships, Newport (RI) | G. Chelem | NC $         | Gazon (ext.) | Malcolm Whitman       | Dwight Davis               | 3-6, 6-2, 6-2, 6-1        | Tableau |
| 19       | 14-08-1899 | US National Championships, Newport (RI) | G. Chelem | NC $         | Gazon (ext.) | Malcolm Whitman       | Parmly Paret               | 6-1, 6-2, 3-6, 7-5        | Tableau |
| 20       | 13-08-1900 | US National Championships, Newport (RI) | G. Chelem | NC $         | Gazon (ext.) | Malcolm Whitman       | William Larned             | 6-4, 1-6, 6-2, 6-2        | Tableau |
| 21       | 19-08-1901 | US National Championships, Newport (RI) | G. Chelem | NC $         | Gazon (ext.) | William Larned        | Beals Wright               | 6-2, 6-8, 6-4, 6-4        | Tableau |
| 22       | 18-08-1902 | US National Championships, Newport (RI) | G. Chelem | NC $         | Gazon (ext.) | William Larned        | Reginald Doherty           | 4-6, 6-2, 6-4, 8-6        | Tableau |
| 23       | 18-08-1903 | US National Championships, Newport (RI) | G. Chelem | NC $         | Gazon (ext.) | Lawrence Doherty      | William Larned             | 6-0, 6-3, 10-8            | Tableau |
| 24       | 21-08-1904 | US National Championships, Newport (RI) | G. Chelem | NC $         | Gazon (ext.) | Holcombe Ward         | William Clothier           | 10-8, 6-4, 9-7            | Tableau |
| 25       | 22-08-1905 | US National Championships, Newport (RI) | G. Chelem | NC $         | Gazon (ext.) | Beals Wright          | Holcombe Ward              | 6-2, 6-1, 11-9            | Tableau |
| 26       | 21-08-1906 | US National Championships, Newport (RI) | G. Chelem | NC $         | Gazon (ext.) | William Clothier      | Beals Wright               | 6-3, 6-0, 6-4             | Tableau |
| 27       | 20-08-1907 | US National Championships, Newport (RI) | G. Chelem | NC $         | Gazon (ext.) | William Larned        | Robert LeRoy               | 6-2, 6-2, 6-4             | Tableau |
| 28       | 18-08-1908 | US National Championships, Newport (RI) | G. Chelem | NC $         | Gazon (ext.) | William Larned        | Beals Wright               | 6-1, 6-2, 8-6             | Tableau |
| 29       | 17-08-1909 | US National Championships, Newport (RI) | G. Chelem | NC $         | Gazon (ext.) | William Larned        | William Clothier           | 6-1, 6-2, 5-7, 1-6, 6-1   | Tableau |
| 30       | 15-08-1910 | US National Championships, Newport (RI) | G. Chelem | NC $         | Gazon (ext.) | William Larned        | Tom Bundy                  | 6-1, 5-7, 6-0, 6-8, 6-1   | Tableau |
| 31       | 21-08-1911 | US National Championships, Newport (RI) | G. Chelem | NC $         | Gazon (ext.) | William Larned        | Maurice McLoughlin         | 6-4, 6-4, 6-2             | Tableau |
| 32       | 19-08-1912 | US National Championships, Newport (RI) | G. Chelem | NC $         | Gazon (ext.) | Maurice McLoughlin    | Wallace F. Johnson         | 3-6, 2-6, 6-2, 6-4, 6-2   | Tableau |
| 33       | 18-08-1913 | US National Championships, Newport (RI) | G. Chelem | NC $         | Gazon (ext.) | Maurice McLoughlin    | Richard Norris             | 6-4, 5-7, 6-3, 6-1        | Tableau |
| 34       | 24-08-1914 | US National Championships, Newport (RI) | G. Chelem | NC $         | Gazon (ext.) | Richard Norris        | Maurice McLoughlin         | 6-3, 8-6, 10-8            | Tableau |
| 35       | 31-08-1915 | US National Championships, Forest Hills | G. Chelem | NC $         | Gazon (ext.) | Bill Johnston         | Maurice McLoughlin         | 1-6, 6-0, 7-5, 10-8       | Tableau |
| 36       | 28-08-1916 | US National Championships, Forest Hills | G. Chelem | NC $         | Gazon (ext.) | Richard Norris        | Bill Johnston              | 4-6, 6-4, 0-6, 6-2, 6-4   | Tableau |
| 37       | 20-08-1917 | US National Championships, Forest Hills | G. Chelem | NC $         | Gazon (ext.) | Lindley Murray        | Nathaniel Niles            | 5-7, 8-6, 6-3, 6-3        | Tableau |
| 38       | 26-08-1918 | US National Championships, Forest Hills | G. Chelem | NC $         | Gazon (ext.) | Lindley Murray        | Bill Tilden                | 5-7, 8-6, 6-3, 6-3        | Tableau |
| 39       | 26-08-1919 | US National Championships, Forest Hills | G. Chelem | NC $         | Gazon (ext.) | Bill Johnston         | Bill Tilden                | 6-4, 6-4, 6-3             | Tableau |
| 40       | 30-08-1920 | US National Championships, Forest Hills | G. Chelem | NC $         | Gazon (ext.) | Bill Tilden           | Bill Johnston              | 6-1, 1-6, 7-5, 5-7, 6-3   | Tableau |
| 41       | 09-09-1921 | US National Championships, Philadelphie | G. Chelem | NC $         | Gazon (ext.) | Bill Tilden           | Wallace F. Johnson         | 6-1, 6-3, 6-1             | Tableau |
| 42       | 08-09-1922 | US National Championships, Philadelphie | G. Chelem | NC $         | Gazon (ext.) | Bill Tilden           | Bill Johnston              | 4-6, 3-6, 6-2, 6-3, 6-4   | Tableau |
| 43       | 10-09-1923 | US National Championships, Philadelphie | G. Chelem | NC $         | Gazon (ext.) | Bill Tilden           | Bill Johnston              | 6-4, 6-1, 6-4             | Tableau |
| 44       | 25-08-1924 | US National Championships, Forest Hills | G. Chelem | NC $         | Gazon (ext.) | Bill Tilden           | Bill Johnston              | 6-1, 9-7, 6-2             | Tableau |
| 45       | 14-09-1925 | US National Championships, Forest Hills | G. Chelem | NC $         | Gazon (ext.) | Bill Tilden           | Bill Johnston              | 4-6, 11-9, 6-3, 4-6, 6-3  | Tableau |
| 46       | 13-09-1926 | US National Championships, Forest Hills | G. Chelem | NC $         | Gazon (ext.) | René Lacoste          | Jean Borotra               | 6-4, 6-0, 6-4             | Tableau |
| 47       | 12-09-1927 | US National Championships, Forest Hills | G. Chelem | NC $         | Gazon (ext.) | René Lacoste          | Bill Tilden                | 11-9, 6-3, 11-9           | Tableau |
| 48       | 10-09-1928 | US National Championships, Forest Hills | G. Chelem | NC $         | Gazon (ext.) | Henri Cochet          | Francis Hunter             | 4-6, 6-4, 3-6, 7-5, 6-3   | Tableau |
| 49       | 07-09-1929 | US National Championships, Forest Hills | G. Chelem | NC $         | Gazon (ext.) | Bill Tilden           | Francis Hunter             | 3-6, 6-3, 4-6, 6-2, 6-4   | Tableau |
| 50       | 06-09-1930 | US National Championships, Forest Hills | G. Chelem | NC $         | Gazon (ext.) | John Doeg             | Frank Shields              | 10-8, 1-6, 6-4, 16-14     | Tableau |
| 51       | 03-09-1931 | US National Championships, Forest Hills | G. Chelem | NC $         | Gazon (ext.) | Ellsworth Vines       | George Lott                | 7-9, 6-3, 9-7, 7-5        | Tableau |
| 52       | 03-09-1932 | US National Championships, Forest Hills | G. Chelem | NC $         | Gazon (ext.) | Ellsworth Vines       | Henri Cochet               | 6-4, 6-4, 6-4             | Tableau |
| 53       | 02-09-1933 | US National Championships, Forest Hills | G. Chelem | NC $         | Gazon (ext.) | Fred Perry            | Jack Crawford              | 6-3, 11-13, 4-6, 6-0, 6-1 | Tableau |
| 54       | 01-09-1934 | US National Championships, Forest Hills | G. Chelem | NC $         | Gazon (ext.) | Fred Perry            | Wilmer Allison             | 6-4, 6-3, 3-6, 1-6, 8-6   | Tableau |
| 55       | 29-08-1935 | US National Championships, Forest Hills | G. Chelem | NC $         | Gazon (ext.) | Wilmer Allison        | Sidney Wood                | 6-2, 6-2, 6-3             | Tableau |
| 56       | 03-09-1936 | US National Championships, Forest Hills | G. Chelem | NC $         | Gazon (ext.) | Fred Perry            | Donald Budge               | 2-6, 6-2, 8-6, 1-6, 10-8  | Tableau |
| 57       | 02-09-1937 | US National Championships, Forest Hills | G. Chelem | NC $         | Gazon (ext.) | Donald Budge          | Gottfried von Cramm        | 6-1, 7-9, 6-1, 3-6, 6-1   | Tableau |
| 58       | 08-09-1938 | US National Championships, Forest Hills | G. Chelem | NC $         | Gazon (ext.) | Donald Budge          | Gene Mako                  | 6-3, 6-8, 6-2, 6-1        | Tableau |
| 59       | 07-09-1939 | US National Championships, Forest Hills | G. Chelem | NC $         | Gazon (ext.) | Bobby Riggs           | Welby Van Horn             | 6-4, 6-2, 6-4             | Tableau |
| 60       | 02-09-1940 | US National Championships, Forest Hills | G. Chelem | NC $         | Gazon (ext.) | Don McNeill           | Bobby Riggs                | 4-6, 6-8, 6-3, 6-3, 7-5   | Tableau |
| 61       | 30-08-1941 | US National Championships, Forest Hills | G. Chelem | NC $         | Gazon (ext.) | Bobby Riggs           | Frank Kovacs               | 5-7, 6-1, 6-3, 6-3        | Tableau |
| 62       | 27-08-1942 | US National Championships, Forest Hills | G. Chelem | NC $         | Gazon (ext.) | Ted Schroeder         | Frank Parker               | 8-6, 7-5, 3-6, 4-6, 6-2   | Tableau |
| 63       | 01-09-1943 | US National Championships, Forest Hills | G. Chelem | NC $         | Gazon (ext.) | Joseph Hunt           | Jack Kramer                | 6-3, 6-8, 10-8, 6-0       | Tableau |
| 64       | 30-08-1944 | US National Championships, Forest Hills | G. Chelem | NC $         | Gazon (ext.) | Frank Parker          | Bill Talbert               | 6-4, 3-6, 6-3, 6-3        | Tableau |
| 65       | 28-08-1945 | US National Championships, Forest Hills | G. Chelem | NC $         | Gazon (ext.) | Frank Parker          | Bill Talbert               | 14-12, 6-1, 6-2           | Tableau |
| 66       | 31-08-1946 | US National Championships, Forest Hills | G. Chelem | NC $         | Gazon (ext.) | Jack Kramer           | Tom Brown                  | 9-7, 6-3, 6-0             | Tableau |
| 67       | 06-09-1947 | US National Championships, Forest Hills | G. Chelem | NC $         | Gazon (ext.) | Jack Kramer           | Frank Parker               | 4-6, 2-6, 6-1, 6-0, 6-3   | Tableau |
| 68       | 10-09-1948 | US National Championships, Forest Hills | G. Chelem | NC $         | Gazon (ext.) | Pancho Gonzales       | Eric Sturgess              | 6-2, 6-3, 14-12           | Tableau |
| 69       | 26-08-1949 | US National Championships, Forest Hills | G. Chelem | NC $         | Gazon (ext.) | Pancho Gonzales       | Ted Schroeder              | 16-18, 2-6, 6-1, 6-2, 6-4 | Tableau |
| 70       | 27-08-1950 | US National Championships, Forest Hills | G. Chelem | NC $         | Gazon (ext.) | Arthur Larsen         | Herbert Flam               | 6-3, 4-6, 5-7, 6-4, 6-3   | Tableau |
| 71       | 25-08-1951 | US National Championships, Forest Hills | G. Chelem | NC $         | Gazon (ext.) | Frank Sedgman         | Vic Seixas                 | 6-4, 6-1, 6-1             | Tableau |
| 72       | 29-08-1952 | US National Championships, Forest Hills | G. Chelem | NC $         | Gazon (ext.) | Frank Sedgman         | Gardnar Mulloy             | 6-1, 6-2, 6-3             | Tableau |
| 73       | 29-08-1953 | US National Championships, Forest Hills | G. Chelem | NC $         | Gazon (ext.) | Tony Trabert          | Vic Seixas                 | 6-3, 6-2, 6-3             | Tableau |
| 74       | 28-08-1954 | US National Championships, Forest Hills | G. Chelem | NC $         | Gazon (ext.) | Vic Seixas            | Rex Hartwig                | 3-6, 6-2, 6-4, 6-4        | Tableau |
| 75       | 02-09-1955 | US National Championships, Forest Hills | G. Chelem | NC $         | Gazon (ext.) | Tony Trabert          | Ken Rosewall               | 9-7, 6-3, 6-3             | Tableau |
| 76       | 01-09-1956 | US National Championships, Forest Hills | G. Chelem | NC $         | Gazon (ext.) | Ken Rosewall          | Lew Hoad                   | 4-6, 6-2, 6-3, 6-3        | Tableau |
| 77       | 30-08-1957 | US National Championships, Forest Hills | G. Chelem | NC $         | Gazon (ext.) | Malcolm Anderson      | Ashley Cooper              | 10-8, 7-5, 6-4            | Tableau |
| 78       | 29-08-1958 | US National Championships, Forest Hills | G. Chelem | NC $         | Gazon (ext.) | Ashley Cooper         | Malcolm Anderson           | 6-2, 3-6, 4-6, 10-8, 8-6  | Tableau |
| 79       | 04-09-1959 | US National Championships, Forest Hills | G. Chelem | NC $         | Gazon (ext.) | Neale Fraser          | Alex Olmedo                | 6-3, 5-7, 6-2, 6-4        | Tableau |
| 80       | 02-09-1960 | US National Championships, Forest Hills | G. Chelem | NC $         | Gazon (ext.) | Neale Fraser          | Rod Laver                  | 6-4, 6-4, 9-7             | Tableau |
| 81       | 01-09-1961 | US National Championships, Forest Hills | G. Chelem | NC $         | Gazon (ext.) | Roy Emerson           | Rod Laver                  | 7-5, 6-3, 6-2             | Tableau |
| 82       | 31-08-1962 | US National Championships, Forest Hills | G. Chelem | NC $         | Gazon (ext.) | Rod Laver             | Roy Emerson                | 6-2, 6-4, 5-7, 6-4        | Tableau |
| 83       | 28-08-1963 | US National Championships, Forest Hills | G. Chelem | NC $         | Gazon (ext.) | Rafael Osuna          | Frank Froehling            | 7-5, 6-4, 6-2             | Tableau |
| 84       | 02-09-1964 | US National Championships, Forest Hills | G. Chelem | NC $         | Gazon (ext.) | Roy Emerson           | Fred Stolle                | 6-4, 6-1, 6-4             | Tableau |
| 85       | 03-09-1965 | US National Championships, Forest Hills | G. Chelem | NC $         | Gazon (ext.) | Manuel Santana        | Cliff Drysdale             | 6-2, 7-9, 7-5, 6-1        | Tableau |
| 86       | 01-09-1966 | US National Championships, Forest Hills | G. Chelem | NC $         | Gazon (ext.) | Fred Stolle           | John Newcombe              | 4-6, 12-10, 6-3, 6-4      | Tableau |
| 87       | 31-08-1967 | US National Championships, Forest Hills | G. Chelem | NC $         | Gazon (ext.) | John Newcombe         | Clark Graebner             | 6-4, 6-4, 8-6             | Tableau |
| Ère Open |            |                                         |           |              |              |                       |                            |                           |         |
| 88       | 29-08-1968 | US Open, Forest Hills                   | G. Chelem | NC $         | Gazon (ext.) | Arthur Ashe           | Tom Okker                  | 14-12, 5-7, 6-3, 3-6, 6-3 | Tableau |
| 89       | 28-08-1969 | US Open, Forest Hills                   | G. Chelem | NC $         | Gazon (ext.) | Rod Laver             | Tony Roche                 | 7-9, 6-1, 6-2, 6-2        | Tableau |
| 90       | 02-09-1970 | US Open, Forest Hills                   | G. Chelem | NC $         | Gazon (ext.) | Ken Rosewall          | Tony Roche                 | 2-6, 6-4, 7-6, 6-3        | Tableau |
| 91       | 01-09-1971 | US Open, Forest Hills                   | G. Chelem | NC $         | Gazon (ext.) | Stan Smith            | Jan Kodeš                  | 3-6, 6-3, 6-2, 7-6        | Tableau |
| 92       | 28-08-1972 | US Open, Forest Hills                   | G. Chelem | NC $         | Gazon (ext.) | Ilie Năstase          | Arthur Ashe                | 3-6, 6-3, 6-7, 6-4, 6-3   | Tableau |
| 93       | 27-08-1973 | US Open, Forest Hills                   | G. Chelem | NC $         | Gazon (ext.) | John Newcombe         | Jan Kodeš                  | 6-4, 1-6, 4-6, 6-2, 6-3   | Tableau |
| 94       | 26-08-1974 | US Open, Forest Hills                   | G. Chelem | NC $         | Gazon (ext.) | Jimmy Connors         | Ken Rosewall               | 6-1, 6-0, 6-1             | Tableau |
| 95       | 25-08-1975 | US Open, Forest Hills                   | G. Chelem | NC $         | Terre (ext.) | Manuel Orantes        | Jimmy Connors              | 6-4, 6-3, 6-3             | Tableau |
| 96       | 30-08-1976 | US Open, Forest Hills                   | G. Chelem | NC $         | Terre (ext.) | Jimmy Connors         | Björn Borg                 | 6-4, 3-6, 7-6, 6-4        | Tableau |
| 97       | 29-08-1977 | US Open, Forest Hills                   | G. Chelem | NC $         | Terre (ext.) | Guillermo Vilas       | Jimmy Connors              | 2-6, 6-3, 7-6, 6-0        | Tableau |
| 98       | 28-08-1978 | US Open, Flushing Meadows               | G. Chelem | NC $         | Dur (ext.)   | Jimmy Connors         | Björn Borg                 | 6-4, 6-2, 6-2             | Tableau |
| 99       | 27-08-1979 | US Open, Flushing Meadows               | G. Chelem | NC $         | Dur (ext.)   | John McEnroe          | Vitas Gerulaitis           | 7-5, 6-3, 6-3             | Tableau |
| 100      | 25-08-1980 | US Open, Flushing Meadows               | G. Chelem | NC $         | Dur (ext.)   | John McEnroe          | Björn Borg                 | 7-6, 6-1, 6-7, 5-7, 6-4   | Tableau |
| 101      | 31-08-1981 | US Open, Flushing Meadows               | G. Chelem | NC $         | Dur (ext.)   | John McEnroe          | Björn Borg                 | 4-6, 6-2, 6-4, 6-3        | Tableau |
| 102      | 30-08-1982 | US Open, Flushing Meadows               | G. Chelem | NC $         | Dur (ext.)   | Jimmy Connors         | Ivan Lendl                 | 6-3, 6-2, 4-6, 6-4        | Tableau |
| 103      | 29-08-1983 | US Open, Flushing Meadows               | G. Chelem | NC $         | Dur (ext.)   | Jimmy Connors         | Ivan Lendl                 | 6-3, 6-7, 7-5, 6-0        | Tableau |
| 104      | 27-08-1984 | US Open, Flushing Meadows               | G. Chelem | NC $         | Dur (ext.)   | John McEnroe          | Ivan Lendl                 | 6-3, 6-4, 6-1             | Tableau |
| 105      | 26-08-1985 | US Open, Flushing Meadows               | G. Chelem | NC $         | Dur (ext.)   | Ivan Lendl            | John McEnroe               | 7-6, 6-3, 6-4             | Tableau |
| 106      | 25-08-1986 | US Open, Flushing Meadows               | G. Chelem | NC $         | Dur (ext.)   | Ivan Lendl            | Miloslav Mečíř             | 6-4, 6-2, 6-0             | Tableau |
| 107      | 31-08-1987 | US Open, Flushing Meadows               | G. Chelem | NC $         | Dur (ext.)   | Ivan Lendl            | Mats Wilander              | 6-7, 6-0, 7-6, 6-4        | Tableau |
| 108      | 29-08-1988 | US Open, Flushing Meadows               | G. Chelem | NC $         | Dur (ext.)   | Mats Wilander         | Ivan Lendl                 | 6-4, 4-6, 6-3, 5-7, 6-4   | Tableau |
| 109      | 28-08-1989 | US Open, Flushing Meadows               | G. Chelem | NC $         | Dur (ext.)   | Boris Becker          | Ivan Lendl                 | 7-6, 1-6, 6-3, 7-6        | Tableau |
| 110      | 27-08-1990 | US Open, Flushing Meadows               | G. Chelem | 2 554 250 $  | Dur (ext.)   | Pete Sampras          | Andre Agassi               | 6-4, 6-3, 6-2             | Tableau |
| 111      | 26-08-1991 | US Open, Flushing Meadows               | G. Chelem | 3 099 300 $  | Dur (ext.)   | Stefan Edberg         | Jim Courier                | 6-2, 6-4, 6-0             | Tableau |
| 112      | 31-08-1992 | US Open, Flushing Meadows               | G. Chelem | 3 566 400 $  | Dur (ext.)   | Stefan Edberg         | Pete Sampras               | 3-6, 6-4, 7-6, 6-2        | Tableau |
| 113      | 30-08-1993 | US Open, Flushing Meadows               | G. Chelem | 4 000 000 $  | Dur (ext.)   | Pete Sampras          | Cédric Pioline             | 6-4, 6-4, 6-3             | Tableau |
| 114      | 29-08-1994 | US Open, Flushing Meadows               | G. Chelem | 4 100 800 $  | Dur (ext.)   | Andre Agassi          | Michael Stich              | 6-1, 7-6, 7-5             | Tableau |
| 115      | 28-08-1995 | US Open, Flushing Meadows               | G. Chelem | 4 282 400 $  | Dur (ext.)   | Pete Sampras          | Andre Agassi               | 6-4, 6-3, 4-6, 7-5        | Tableau |
| 116      | 26-08-1996 | US Open, Flushing Meadows               | G. Chelem | 4 806 000 $  | Dur (ext.)   | Pete Sampras          | Michael Chang              | 6-1, 6-4, 7-6             | Tableau |
| 117      | 25-08-1997 | US Open, Flushing Meadows               | G. Chelem | 5 152 000 $  | Dur (ext.)   | Patrick Rafter        | Greg Rusedski              | 6-3, 6-2, 4-6, 7-5        | Tableau |
| 118      | 31-08-1998 | US Open, Flushing Meadows               | G. Chelem | 6 032 000 $  | Dur (ext.)   | Patrick Rafter        | Mark Philippoussis         | 6-3, 3-6, 6-2, 6-0        | Tableau |
| 119      | 30-08-1999 | US Open, Flushing Meadows               | G. Chelem | 6 257 000 $  | Dur (ext.)   | Andre Agassi          | Todd Martin                | 6-4, 6-7, 6-7, 6-3, 6-2   | Tableau |
| 120      | 28-08-2000 | US Open, Flushing Meadows               | G. Chelem | 6 834 415 $  | Dur (ext.)   | Marat Safin           | Pete Sampras               | 6-4, 6-3, 6-3             | Tableau |
| 121      | 27-08-2001 | US Open, Flushing Meadows               | G. Chelem | 6 382 000 $  | Dur (ext.)   | Lleyton Hewitt        | Pete Sampras               | 7-6, 6-1, 6-1             | Tableau |
| 122      | 26-08-2002 | US Open, Flushing Meadows               | G. Chelem | 7 129 000 $  | Dur (ext.)   | Pete Sampras          | Andre Agassi               | 6-3, 6-4, 5-7, 6-4        | Tableau |
| 123      | 25-08-2003 | US Open, Flushing Meadows               | G. Chelem | 7 586 000 $  | Dur (ext.)   | Andy Roddick          | Juan Carlos Ferrero        | 6-3, 7-6, 6-3             | Tableau |
| 124      | 30-08-2004 | US Open, Flushing Meadows               | G. Chelem | 7 946 000 $  | Dur (ext.)   | Roger Federer         | Lleyton Hewitt             | 6-0, 7-6, 6-0             | Tableau |
| 125      | 29-08-2005 | US Open, Flushing Meadows               | G. Chelem | 7 950 000 $  | Dur (ext.)   | Roger Federer         | Andre Agassi               | 6-3, 2-6, 7-6, 6-1        | Tableau |
| 126      | 29-08-2006 | US Open, Flushing Meadows               | G. Chelem | 8 332 000 $  | Dur (ext.)   | Roger Federer         | Andy Roddick               | 6-2, 4-6, 7-5, 6-1        | Tableau |
| 127      | 27-08-2007 | US Open, Flushing Meadows               | G. Chelem | 8 848 000 $  | Dur (ext.)   | Roger Federer         | Novak Djokovic             | 7-64, 7-62, 6-4           | Tableau |
| 128      | 25-08-2008 | US Open, Flushing Meadows               | G. Chelem | 9 350 000 $  | Dur (ext.)   | Roger Federer         | Andy Murray                | 6-2, 7-5, 6-2             | Tableau |
| 129      | 31-08-2009 | US Open, Flushing Meadows               | G. Chelem | 9 756 000 $  | Dur (ext.)   | Juan Martín del Potro | Roger Federer              | 3-6, 7-65, 4-6, 7-64, 6-2 | Tableau |
| 130      | 30-08-2010 | US Open, Flushing Meadows               | G. Chelem | 10 508 000 $ | Dur (ext.)   | Rafael Nadal          | Novak Djokovic             | 6-4, 5-7, 6-4, 6-2        | Tableau |
| 131      | 29-08-2011 | US Open, Flushing Meadows               | G. Chelem | 10 768 000 $ | Dur (ext.)   | Novak Djokovic        | Rafael Nadal               | 6-2, 6-4, 63-7, 6-1       | Tableau |
| 132      | 27-08-2012 | US Open, Flushing Meadows               | G. Chelem | 11 777 000 $ | Dur (ext.)   | Andy Murray           | Novak Djokovic             | 7-610, 7-5, 2-6, 3-6, 6-2 | Tableau |
| 133      | 26-08-2013 | US Open, Flushing Meadows               | G. Chelem | 16 102 000 $ | Dur (ext.)   | Rafael Nadal          | Novak Djokovic             | 6-2, 3-6, 6-4, 6-1        | Tableau |
| 134      | 25-08-2014 | US Open, Flushing Meadows               | G. Chelem | 17 851 868 $ | Dur (ext.)   | Marin Čilić           | Kei Nishikori              | 6-3, 6-3, 6-3             | Tableau |
| 135      | 31-08-2015 | US Open, Flushing Meadows               | G. Chelem | 19 852 700 $ | Dur (ext.)   | Novak Djokovic        | Roger Federer              | 6-4, 5-7, 6-4, 6-4        | Tableau |
| 136      | 29-08-2016 | US Open, Flushing Meadows               | G. Chelem | 21 862 744 $ | Dur (ext.)   | Stanislas Wawrinka    | Novak Djokovic             | 61-7, 6-4, 7-5, 6-3       | Tableau |
| 137      | 28-08-2017 | US Open, Flushing Meadows               | G. Chelem | 24 193 400 $ | Dur (ext.)   | Rafael Nadal          | Kevin Anderson             | 6-3, 6-3, 6-4             | Tableau |
| 138      | 27-08-2018 | US Open, Flushing Meadows               | G. Chelem | 25 282 400 $ | Dur (ext.)   | Novak Djokovic        | Juan Martín del Potro      | 6-3, 7-64, 6-3            | Tableau |
| 139      | 26-08-2019 | US Open, Flushing Meadows               | G. Chelem | 28 619 350 $ | Dur (ext.)   | Rafael Nadal          | Daniil Medvedev            | 7-5, 6-3, 5-7, 4-6, 6-4   | Tableau |
| 140      | 31-08-2020 | US Open, Flushing Meadows               | G. Chelem | 21 656 000 $ | Dur (ext.)   | Dominic Thiem         | Alexander Zverev           | 2-6, 4-6, 6-4, 6-3, 7-66  | Tableau |
| 141      | 30-08-2021 | US Open, Flushing Meadows               | G. Chelem | 27 200 000 $ | Dur (ext.)   | Daniil Medvedev       | Novak Djokovic             | 6-4, 6-4, 6-4             | Tableau |
| 142      | 29-08-2022 | US Open, Flushing Meadows               | G. Chelem | 27 915 200 $ | Dur (ext.)   | Carlos Alcaraz        | Casper Ruud                | 6-4, 2-6, 7-61, 6-3       | Tableau |
| 143      | 28-08-2023 | US Open, Flushing Meadows               | G. Chelem | 29 148 800 $ | Dur (ext.)   | Novak Djokovic        | Daniil Medvedev            | 6-3, 7-65, 6-3            | Tableau |
| 144      | 26-08-2024 | US Open, Flushing Meadows               | G. Chelem | 33 977 000 $ | Dur (ext.)   | Jannik Sinner         | Taylor Fritz               | 6-3, 6-4, 7-5             | Tableau |

## Vainqueurs et Finalistes du tableau «All comers»
De 1884 à 1911, le vainqueur du tableau « All comers » rencontrait le vainqueur de l'édition précédente dans ce qui s'appelait alors le « Challenge Round » (tour du défi). Voici donc, les vainqueurs et finalistes de ce tableau par année :
| Année | Vainqueur All comers' final | Finaliste All comers' final | Score                    |
| ----- | --------------------------- | --------------------------- | ------------------------ |
| 1884  | Howard Taylor               | William V.S. Thorne (en)    | 6-4, 4-6, 6-1, 6-4       |
| 1885  | Godfrey Brinley             | Percy Knapp (en)            | 6-3, 6-3, 3-6, 6-4       |
| 1886  | Robert Livingston Beeckman  | Howard Taylor               | 2-6, 6-3, 6-4, 6-2       |
| 1887  | Henry Slocum                | Howard Taylor               | 12-10, 7-5, 6-4          |
| 1888  | Henry Slocum                | Howard Taylor               | 6-1, 6-4, 6-0            |
| 1889  | Quincy Shaw                 | Oliver Campbell             | 1-6, 6-4, 6-3, 6-4       |
| 1890  | Oliver Campbell             | Percy Knapp (en)            | 8-6, 0-6, 6-2, 6-3       |
| 1891  | Clarence Hobart             | Fred Hovey                  | 6-4, 3-6, 6-4, 6-8, 6-0  |
| 1892  | Fred Hovey                  | William Larned              | 6-0, 6-2, 7-5            |
| 1893  | Robert Wrenn                | Fred Hovey                  | 6-4, 3-6, 6-4, 6-4       |
| 1894  | Manliff Goodbody            | William Larned              | 4-6, 6-1, 3-6, 7-5, 6-2  |
| 1895  | Fred Hovey                  | William Larned              | 6-1, 9-7, 6-4            |
| 1896  | Robert Wrenn                | William Larned              | 4-6, 3-6, 6-4, 6-4, 6-3  |
| 1897  | Wilberforce Eaves           | Harold Nisbet               | 7-5, 6-3, 6-2            |
| 1898  | Malcolm Whitman             | Dwight Davis                | 3-6, 6-2, 6-2, 6-1       |
| 1899  | Parmly Paret                | Dwight Davis                | 7-5, 8-10, 6-3, 2-6, 6-4 |
| 1900  | William Larned              | George Wrenn (en)           | 6-3, 6-2, 6-2            |
| 1901  | William Larned              | Beals Wright                | 6-2, 6-8, 6-4, 6-4       |
| 1902  | Reginald Doherty            | Malcolm Whitman             | 6-1, 3-6, 6-3, 6-0       |
| 1903  | Lawrence Doherty            | William Clothier            | 6-3, 6-2, 6-3            |
| 1904  | Holcombe Ward               | William Clothier            | 10-8, 6-4, 9-7           |
| 1905  | Beals Wright                | Clarence Hobart             | 6-4, 6-1, 6-3            |
| 1906  | William Clothier            | Karl Howell Behr            | 6-2, 6-4, 6-2            |
| 1907  | William Larned              | Robert LeRoy                | 6-2, 6-2, 6-4            |
| 1908  | Beals Wright                | Fred Alexander              | 6-3, 6-3, 6-3            |
| 1909  | William Clothier            | Maurice McLoughlin          | 7-5, 6-4, 9-11, 6-3      |
| 1910  | Tom Bundy                   | Beals Wright                | 6-8, 6-3, 6-3, 10-8      |
| 1911  | Maurice McLoughlin          | Beals Wright                | 6-4, 4-6, 7-5, 6-3       |